# Bagaslaviškis
Bagaslaviškis est une ville de l'Apskritis de Vilnius en Lituanie.
Sa population était de 110 habitants lors du recensement de 2011.